# 倍數
數學上，一個數的倍數（英語：Multiple）是該數和另一個整數的乘積。換句話說，針對兩個數a和b，若存在一整數n使得b = na，則b是a的倍數，若a不為零，也就表示b/a為一整數，其除法可以整除，沒有餘數。2的倍數，也稱為偶數。
若a和b都是整數，b是a的倍數，則a是b的因數。
若a和b都是整數，一整數c同時是a和b的倍數，則c稱為a和b的公倍數，若c為滿足上述條件的最小正整數，則稱為最小公倍數。

## 例子
14, 49, -21和0是7的倍數，而3和-6不是7的倍數。因為存在整數和7相乘後，乘積為14, 49, -21和0，但不存在整數和7相乘後乘積為3和-6。
- {\displaystyle 14=7\times 2}
- {\displaystyle 49=7\times 7}
- {\displaystyle -21=7\times (-3)}
- {\displaystyle 0=7\times 0}
- {\displaystyle 3=7\times (3/7)}，但{\displaystyle 3/7}是有理數，不是整數。
- {\displaystyle -6=7\times (-6/7)}, {\displaystyle -6/7}是有理數，不是整數。

## 性質
- 0是除了本身外任何數的倍數（{\displaystyle 0=0\cdot b}）
- 整數{\displaystyle n}和任何整數的乘積均為整數{\displaystyle n}的倍數。而{\displaystyle n}等於{\displaystyle n\times 1}，因此整數{\displaystyle n}也是它自己的倍數。
- 若{\displaystyle a}和{\displaystyle b}都是{\displaystyle x}的倍數，則{\displaystyle a+b}和{\displaystyle a-b}也是{\displaystyle x}的倍數。
- 若在十進制下，可以用一些較簡單的方式判斷整數是否為一些特定整數的倍數[7]。
  - 若個位數是偶數（0,2,4,6,8），則此整數為2的倍數。
  - 若數字和是3的倍數，則此整數為3的倍數。
  - 若最末二位數是4的倍數（00,04,08......），則此整數為4的倍數。
  - 若十位數是單數且個位數是（2,6）或十位數字是雙數且個位數是（0,4,8）則此整數為4的倍數。
  - 若個位數是5的倍數（0,5），則此整數為5的倍數。
  - 若數字和是3的倍數，個位數又是偶數，則此整數為6的倍數。
  - 若最末三位數是8的倍數，則此整數為8的倍數。
  - 若數字和是9的倍數，則此整數為9的倍數。
  - 若個位數為0則此整數為10的倍數。
  - 若奇數位數字和和偶數位數字和的差為11的倍數（包括0），則此整數為11的倍數。
  - 若最末二位數是25的倍數（00,25,50,75），則此整數為25的倍數。
  - 若末兩位數為（00,50），則此整數為50的倍數。
  - 若末兩位數為00則此整數為100的倍數。
  - 若數的末三位數是000，（如12345000）那個數就能被1000整除。